# Embry
Embry település Franciaországban, Pas-de-Calais megyében. Lakosainak száma 235 fő (2022. január 1.). Embry Rimboval, Boubers-lès-Hesmond, Humbert, Lebiez, Royon, Saint-Denœux, Saint-Michel-sous-Bois, Créquy és Hesmond községekkel határos.

## Népesség
A település népességének változása:
| Lakosok száma | 254  | 253  | 247  | 239  | 236  | 234  | 231  | 230  | 235  |
|               | 2013 | 2015 | 2016 | 2017 | 2018 | 2019 | 2020 | 2021 | 2022 |